# Asteroporpa annulata
Espèce
Synonymes
Astroporpa annulata
Asteroporpa annulata est une espèce d'ophiures, de la famille des Gorgonocephalidae.

## Description
C'est une grosse ophiure coriace, aux bras solides et de section ronde avec une pointe effilée. L'animal est brun sombre mais avec des bras entièrement annelés de beige, ces anneaux formant des reliefs sur la cuticule, ainsi qu'un motif complexe en étoile sur le disque central.

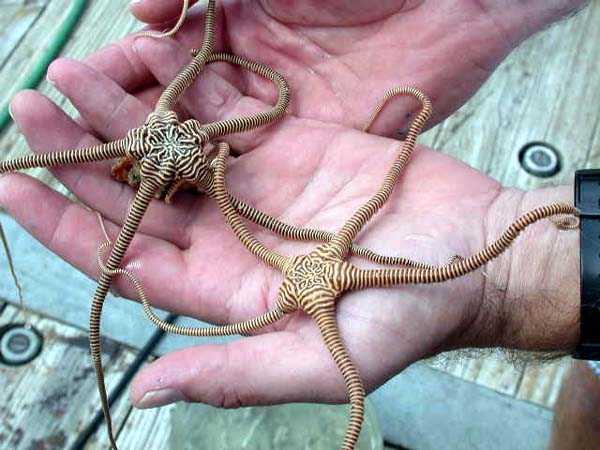
Individus tenus en mains
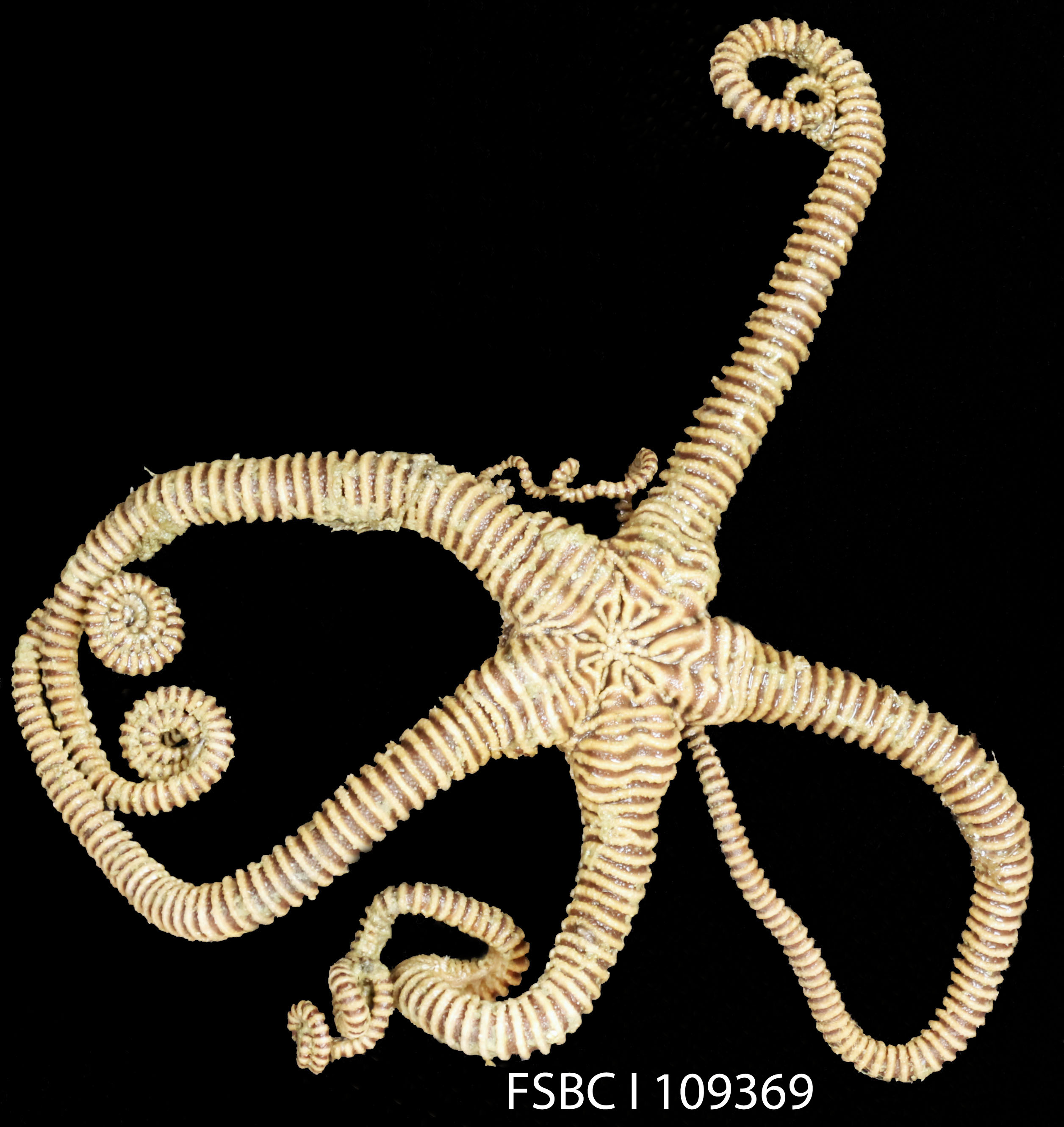
Spécimen conservé pour la science
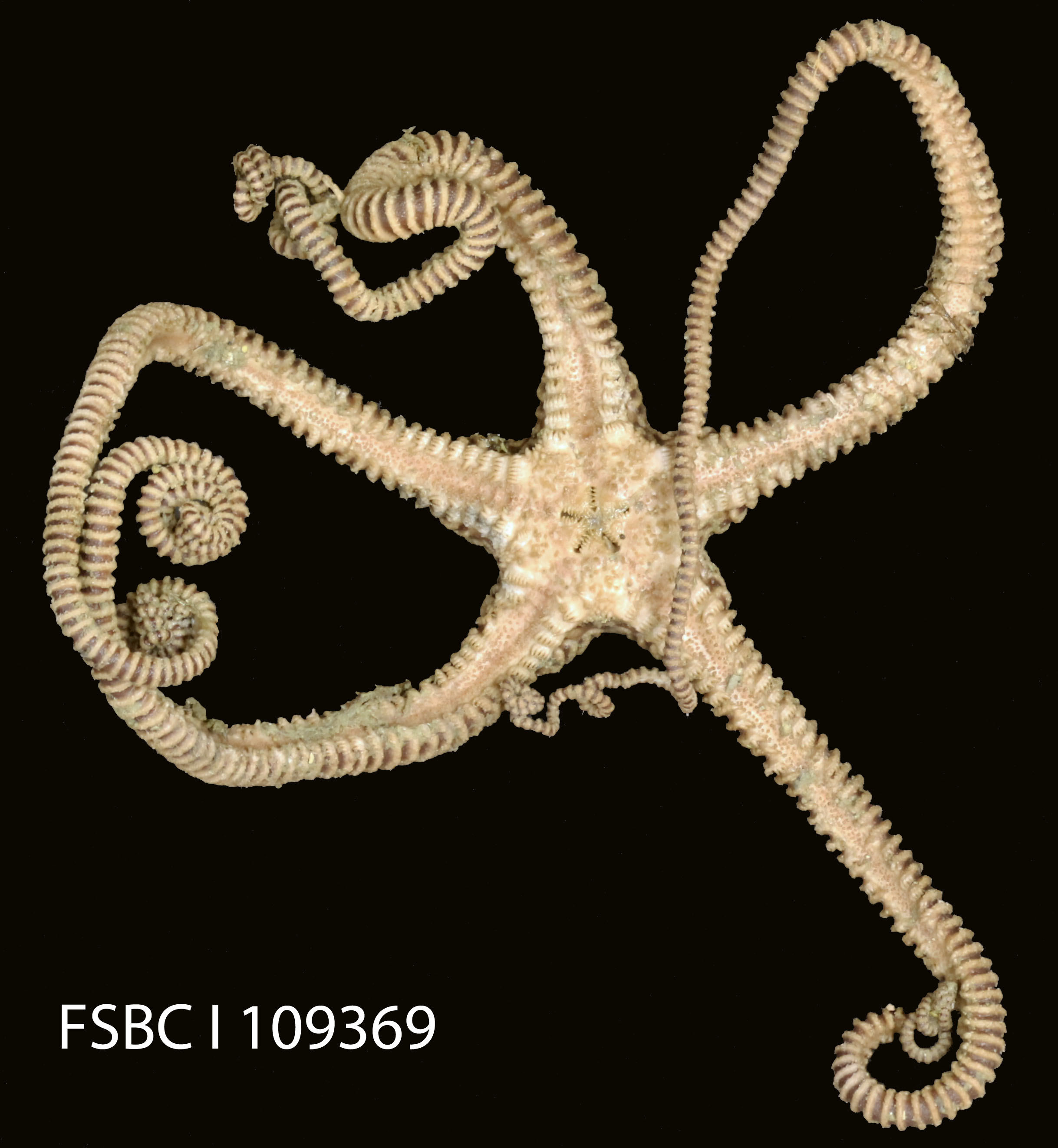
Face orale

## Habitat et répartition
Cette ophiure vit profond, dans le Golfe du Mexique.